# 2ns Premis del Cinema Europeu
Els 2ns Premis del Cinema Europeu, presentats per l'Acadèmia del Cinema Europeu, van reconèixer l'excel·lència del cinema europeu. La cerimònia va tenir lloc el 25 de novembre de 1989 al Théâtre des Champs-Elysées de París, França i va ser presentada per l'actriu franco-suïssa Agnès Soral i l'actor espanyol Fernando Rey.
La pel·lícula hongaresa Eldorádó i la pel·lícula soviètica Màlenkaia Vera van liderar les nominacions amb cinc cadascuna mentre que la pel·lícula britànica High Hopes va rebre més premis amb tres victòries. Topio stin omichli de Theo Angelopoulos va rebre el premi a la Millor pel·lícula europea.
El director italià Federico Fellini va rebre el Premi a la trajectòria.

## Membres del jurat
- Liv Ullmann, actriu, presidenta del jurat -
- Gillo Pontecorvo, director de cinema -
- Walter Lassally, Cinematògraf -
- Dušan Makavejev, cineasta -
- Fernando Rey, actor -
- Philippe Sarde, compositor -
- István Szabó, director de cinema –

## Guanyadors i nominats
Els guanyadors estan en fons groc i en negreta.

### Millor pel·lícula europea
| Títol                          | Director(s)         | Productor(s)                                                     | País                                        |
| ------------------------------ | ------------------- | ---------------------------------------------------------------- | ------------------------------------------- |
| Topio stin omichli             | Theo Angelopoulos   | Theo Angelopoulos, Eric Heumann, Amedeo Pagani & Stéphane Sorlat | Grècia                                      |
| Eldorádó                       | Géza Bereményi      | -                                                                | Hongria                                     |
| Magnús                         | Þráinn Bertelsson   | Þráinn Bertelsson                                                | Islàndia                                    |
| Recordações da Casa Amarela    | João César Monteiro | Joâo Pedro Benard & Joaquim Pinto                                | Portugal                                    |
| High Hopes                     | Mike Leigh          | Victor Glynn & Simon Channing-Williams                           | Regne Unit                                  |
| Màlenkaia Vera/ Ма́ленькая Ве́ра | Vassili Pitxul      | Estudis de Cinema Gorki                                          | Unió de Repúbliques Socialistes Soviètiques |

### Millor director europeu
| Receptor(s)       | Títol                          |
| ----------------- | ------------------------------ |
| Géza Bereményi    | Eldorádó                       |
| Theo Angelopoulos | Topio stin omichli             |
| Maciej Dejczer    | 3300 mil do nieba              |
| Vassili Pitxul    | Màlenkaia Vera/ Ма́ленькая Ве́ра |
| Jim Sheridan      | My Left Foot                   |

### Millor actriu europea
| Receptor(s)        | Títol                          | Paper            |
| ------------------ | ------------------------------ | ---------------- |
| Ruth Sheen         | High Hopes                     | Shirley          |
| Sabine Azéma       | La vida i res més              | Irène de Courtil |
| Snezana Bogdanovic | Kuduz                          | Badema Kuduz     |
| Corinna Harfouch   | Treffen in Travers             | Therese Forster  |
| Natalya Negoda     | Màlenkaia Vera/ Ма́ленькая Ве́ра | Vera             |

### Millor actor europeu
| Receptor(s)      | Títol                  | Paper                |
| ---------------- | ---------------------- | -------------------- |
| Philippe Noiret  | Cinema Paradiso        | Alfredo              |
| Philippe Noiret  | La vida i res més      | Commandant Delaplane |
| Daniel Day-Lewis | My Left Foot           | Christy Brown        |
| Davor Dujmović   | Dom za vešanje         | Perhan               |
| Károly Eperjes   | Eldorádó               | Sándor Monori        |
| Jozef Króner     | Ti, koyto si na nebeto | Geprg Henih          |

### Millor actuació secundària
| Receptor(s)         | Títol                          | Paper                |
| ------------------- | ------------------------------ | -------------------- |
| Edna Doré           | High Hopes                     | Mrs Bender           |
| Sabine Berg         | A Wopbopaloobop A Lopbamboom   | Anke Keipes          |
| Roger Jendly        | La Femme de Rose Hill          | Marcel               |
| Alessandro Di Sanzo | Mery per sempre                | Mario "Mery" Libassi |
| Liudmila Zaitseva   | Màlenkaia Vera/ Ма́ленькая Ве́ра | Rita                 |

### Millor nova pel·lícula
| Títol                | Director(s)         | Productor(s)        | País                                       |
| -------------------- | ------------------- | ------------------- | ------------------------------------------ |
| 300 mil do nieba     | Maciej Dejczer      | TOR Film Production | Polònia                                    |
| My Left Foot         | Jim Sheridan        | Noel Pearson        | República d'Irlanda                        |
| Cinema Paradiso      | Giuseppe Tornatore  | Franco Cristaldi    | Itàlia                                     |
| Kuduz                | Ademir Kenović      | Bakir Tanović       | República Federal Socialista de Iugoslàvia |
| Scandal              | Michael Caton-Jones | Stephen Woolley     | Regne Unit                                 |
| Wallers letzter Gang | Christian Wagner    | Christian Wagner    | Alemanya                                   |
| Sis                  | Zülfü Livaneli      | Ülker Livanelli     | Turquia                                    |

### Millor guió europeu
| Receptor(s)        | Títol                          |
| ------------------ | ------------------------------ |
| Mariia Khmelik     | Màlenkaia Vera/ Ма́ленькая Ве́ра |
| Thanassis Valtinos | Topio stin omichli             |
| Géza Bereményi     | Eldorádó                       |
| Þráinn Bertelsson  | Magnús                         |
| Maciej Dejczer     | 300 mil do nieba               |

### Millor fotografia
| Receptor(s)                  | Títol                          |
| ---------------------------- | ------------------------------ |
| Ulf Brantas i Jörgen Persson | Kvinnorna på taket             |
| Giorgos Arvanitis            | Topio stin omichli             |
| Sándor Kardos                | Eldorádó                       |
| Krzysztof Ptak               | 300 mil do nieba               |
| Yefim Reznik                 | Màlenkaia Vera/ Ма́ленькая Ве́ра |

### Millor compositor
| Receptor(s)                | Títol                        |
| -------------------------- | ---------------------------- |
| Andrew Dickson             | High Hopes                   |
| Goran Bregovic             | Kuduz                        |
| Ferenc Darvas              | Eldorádó                     |
| Michał Lorenc              | 300 mil do nieba             |
| Maggie Parke Gast Waltzing | A Wopbopaloobop A Lopbamboom |

### Millor documental
| Resultat                     | Títol                                                    | Director(s)                           | País          |
| ---------------------------- | -------------------------------------------------------- | ------------------------------------- | ------------- |
| Documental Europeu Guanyador | Recsk 1950–1953, egy titkos kényszermunkatábor története | Géza Böszörményi & Lívia Gyarmathy    | Hongria       |
| Premi Especial del Jurat     | Een verhaal van de wind                                  | Joris Ivens & Marceline Loridan-Ivens | Països Baixos |

### Premi a la carrera
Federico Fellini

### Premi especial del jurat
- Bertrand Tavernier per La vida i res més
- Giuseppe Tornatore per Cinema Paradiso

### Menció especial pel·lícula / persona
- – Menció especial per l'esperit creatiu de les noves pel·lícules de Sarajevo.
- Obrazy starého svet – Dušan Hanák
- The Road to God Knows Where – Alan Gilsenan

### Premi especial de la Societat Europea de Cinema
- Anatole Dauman

## Galeria de guanyadors

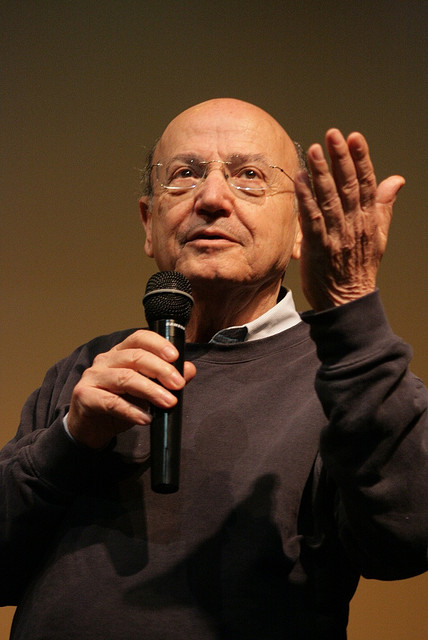
Theo Angelopoulos, millor pel·lícula
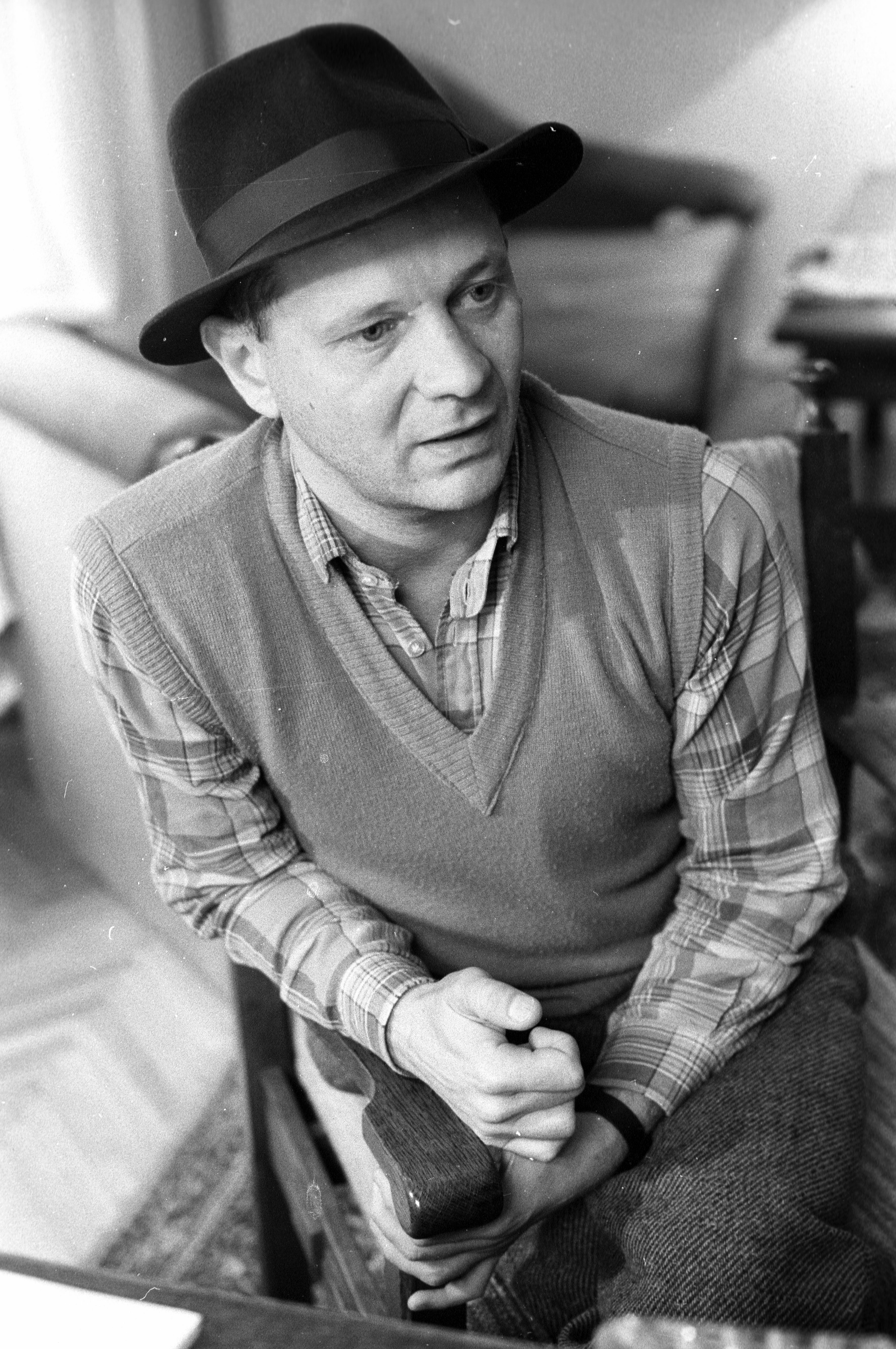
Géza Bereményi, millor director
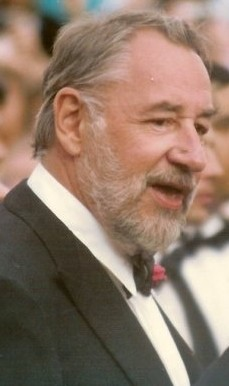
Philippe Noiret, millor actor
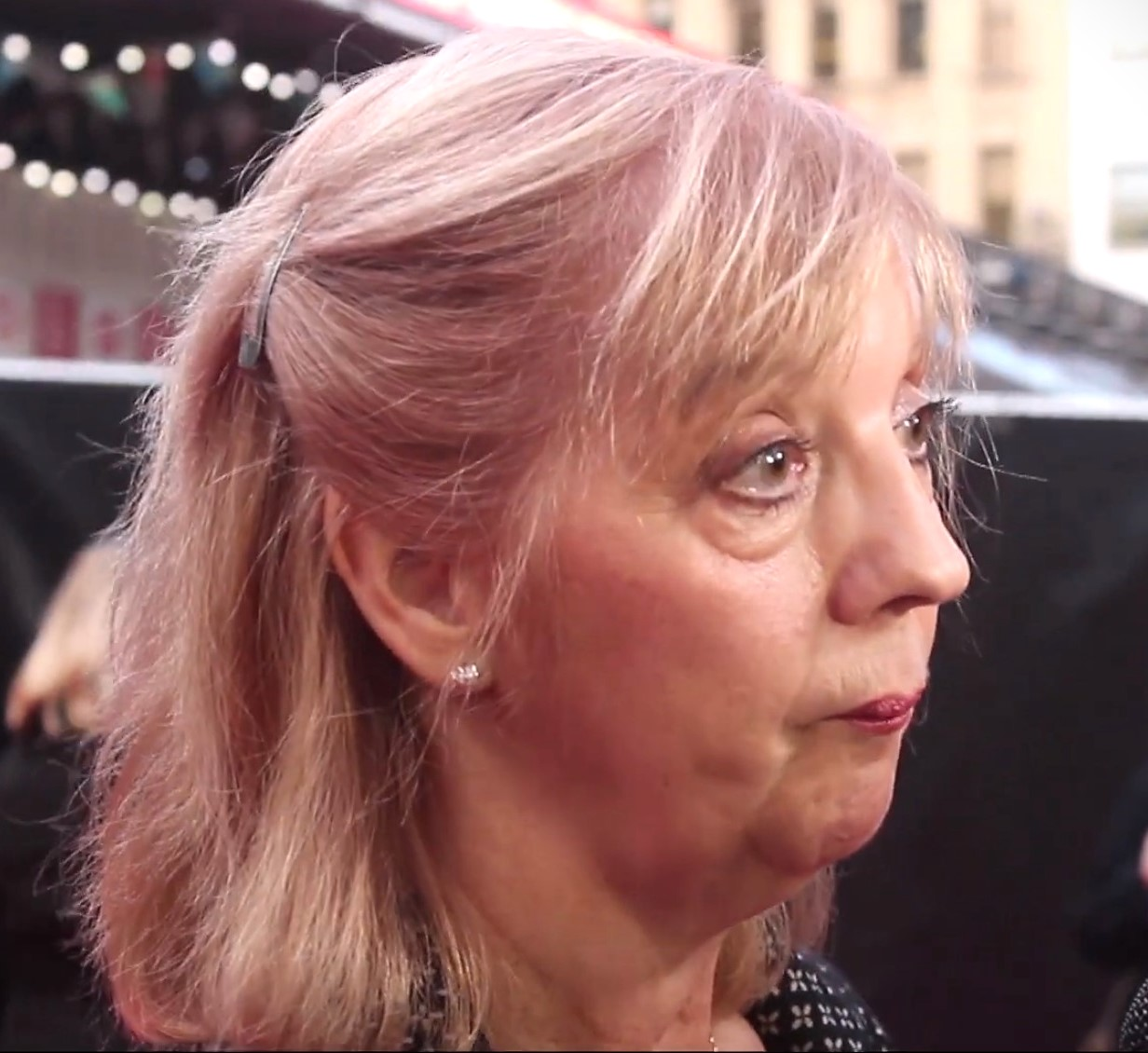
Ruth Sheen, millor actriu
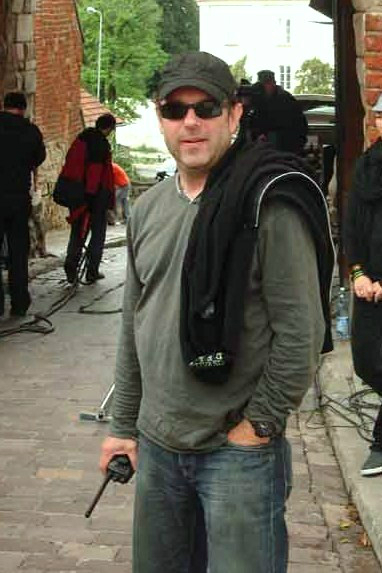
Maciej Dejczer, millor director jove
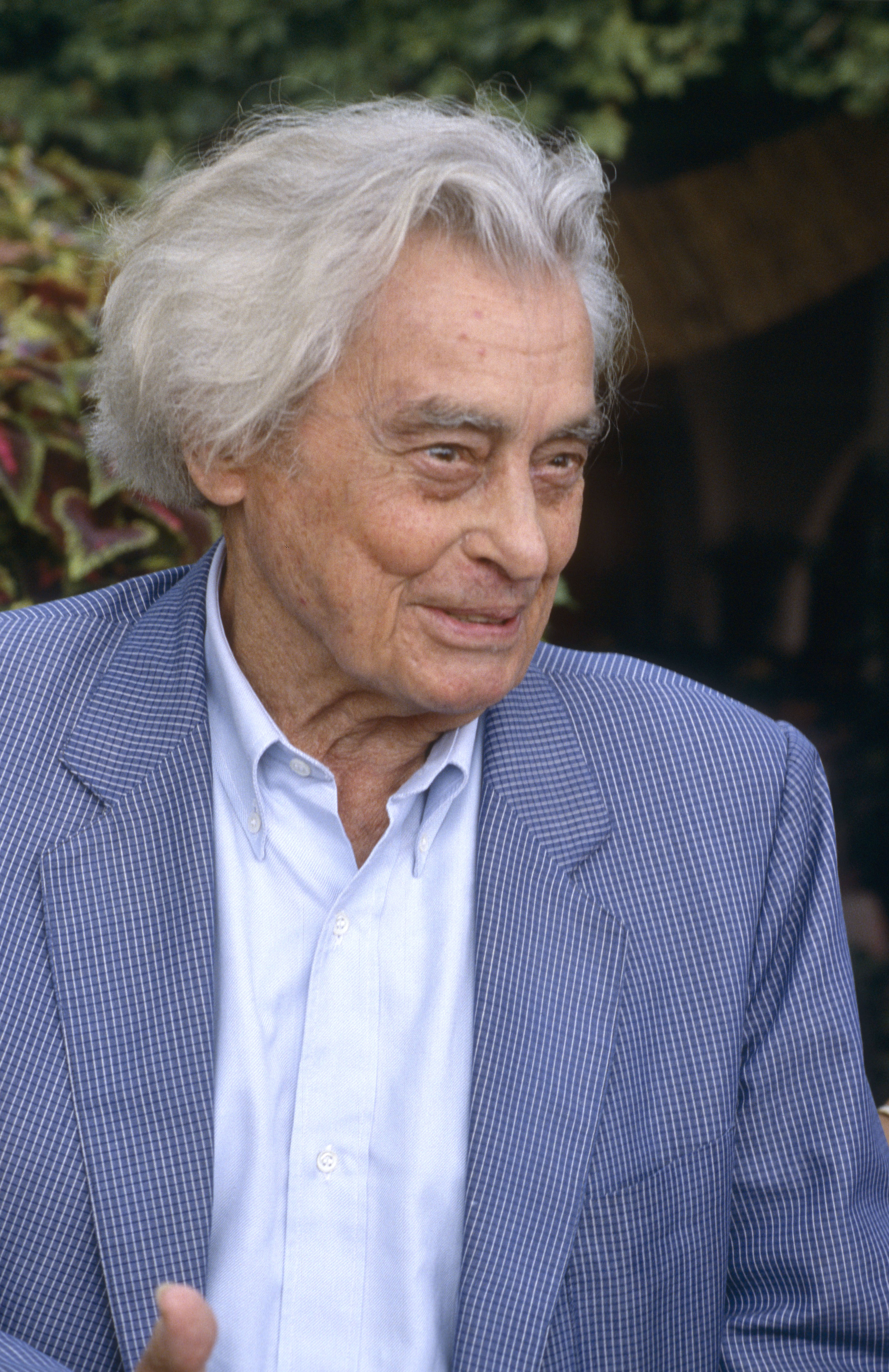
Joris Ivens, premi del Jurat al documental
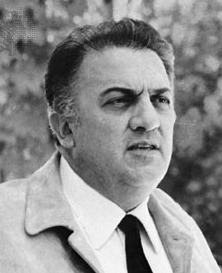
Federico Fellini